# Arrest Linquenda

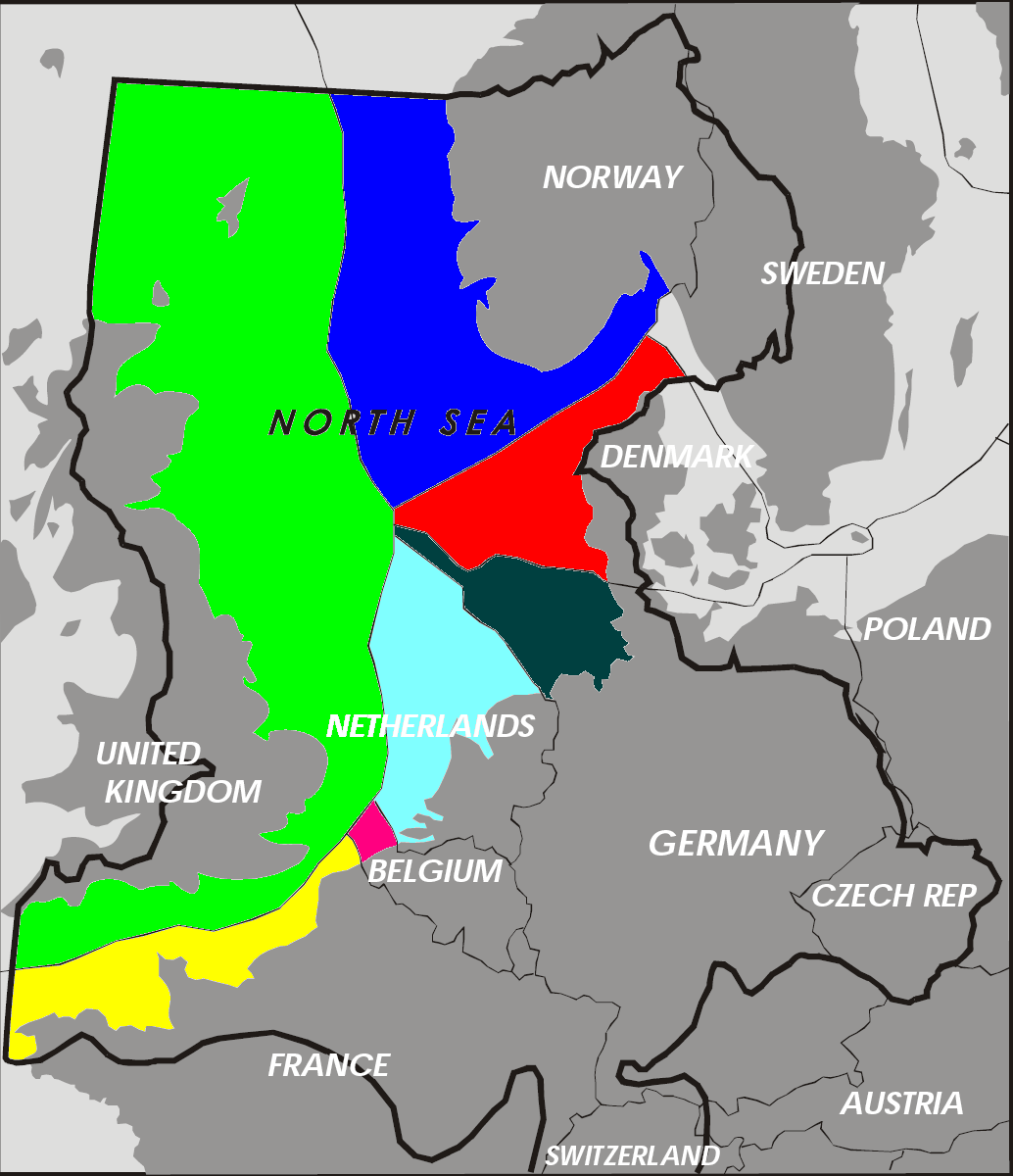
Exclusieve economische zones in de Noordzee (blauw = Noors); en stroomgebied van de rivieren die in de Noordzee uitmonden

Het arrest Linquenda (HR 17 maart 1987, NJ 1987/887) is een arrest van de Nederlandse Hoge Raad dat betrekking heeft op de betekenis van "wettelijk voorschrift" in artikel 184 Sr — niet voldoen aan een ambtelijk bevel krachtens wettelijk voorschrift.

## Casus
Verdachte deed dienst als kapitein van een Nederlandse vissersboot, de Linquenda, UK 368. Op 17 april 1982 kreeg hij binnen de Noorse economische zone van de Noordzee controle van de Noorse marine die toezicht hield op de naleving van de Noorse bepalingen inzake visvangst. Toen vervolgens op grond van die bepalingen werd besloten dat zijn schip moest worden opgebracht naar de haven van Stavanger, weigerde hij aan een daartoe strekkend (ambtelijk) bevel van een Noorse marine-officier te voldoen. Na die weigering zou een dreigende situatie zijn ontstaan, waarbij de schipper een Noorse matroos met hoofd en bovenlichaam over de reling zou hebben getild. Deswege werd hij in Nederland vervolgd wegens niet voldoen aan een ambtelijk bevel (art. 184 Sr) en bedreiging met doodslag (art. 285 Sr).
Artikel 184 Sr betreft het niet voldoen aan een bevel of een vordering, krachtens wettelijk voorschrift gedaan door een ambtenaar met de uitoefening van enig toezicht belast of door een ambtenaar belast met of bevoegd verklaard tot het opsporen of onderzoeken van strafbare feiten.

## Procesgang
De schipper werd door de rechtbank en in hoger beroep door het hof veroordeeld tot drie maanden voorwaardelijke gevangenisstraf en een geldboete van 10.000 gulden. In cassatie is dit arrest gedeeltelijk vernietigd, namelijk inzoverre de schipper is veroordeeld wegens artikel 184 Sr.

## Hoge Raad
De Hoge Raad heeft thans beslist dat met "wettelijk voorschrift" in artikel 184 Sr wordt bedoeld: Nederlands wettelijk voorschrift. De Hoge Raad overwoog:

7.1

Het onder 1 bewezen verklaarde levert niet op een strafbaar feit, met name niet met misdrijf, voorzien en strafbaar gesteld bij art. 184 Sr, aangezien daarin met de term ‘wettelijk voorschrift’ wordt gedoeld op enig Nederlands wettelijk voorschrift.